# 파이퍼 PA-28 체로키
파이퍼 PA-28 체로키(Piper PA-28 Cherokee)는 파이퍼 에어크래프트가 제작한 2인승 또는 4인승 경비행기 제품군으로 비행 훈련, 항공 택시 및 개인적인 용도로 사용되는 기종이다.

## 같이 보기
- 세스나 172
- 세스나 182